# Кайё (Япония)
Кайё (яп. 海陽町 Кайё:-тё:) — посёлок в Японии, находящийся в уезде Кайфу префектуры Токусима. Площадь посёлка составляет 327,58 км², население — 9530 человек (1 августа 2014), плотность населения — 29,09 чел./км².

## Географическое положение
Посёлок расположен на острове Сикоку в префектуре Токусима региона Сикоку. С ним граничат посёлки Муги, Минами, Нака, Тоё и сёла Китагава, Умадзи.

## Население
Население посёлка составляет 9530 человек (1 августа 2014), а плотность — 29,09 чел./км². Изменение численности населения с 1980 по 2005 годы:
| 1980 | 14 397 чел. |  |
| 1985 | 13 915 чел. |  |
| 1990 | 12 949 чел. |  |
| 1995 | 12 399 чел. |  |
| 2000 | 12 104 чел. |  |
| 2005 | 11 507 чел. |  |

## Символика
Деревом посёлка считается сосна, цветком — Rhododendron indicum.